# جان هيلين
جان هيلين (بالفرنسية: Jean Hélène)‏ هو صحفي فرنسي، ولد في 8 أغسطس 1953 في ميلوز في فرنسا، وتوفي في 21 أكتوبر 2003 في أبيدجان في ساحل العاج.